# University of North Carolina
Das System der University of North Carolina setzt sich aus 16 Hochschulen an diversen Standorten im US-Bundesstaat North Carolina zusammen.

## Geschichte
Die Stammuniversität in Chapel Hill wurde 1789 als erste staatliche Universität der USA gegründet.

## Standorte der staatlichen Universitäten in North Carolina
Insgesamt sind etwa 183.000 Studenten eingeschrieben, die sich auch auf folgende Standorte verteilen:
- University of North Carolina at Chapel Hill (Chapel Hill) – gegründet 1789 (Mitglied der Association of American Universities; im Sport als „North Carolina“ bekannt)
- Appalachian State University (Boone) – gegründet 1899, im UNC-Verband seit 1972
- East Carolina University (Greenville) – gegründet 1907, im UNC-Verband seit 1972
- Elizabeth City State University (Elizabeth City) – gegründet 1891, im UNC-Verband seit 1972
- Fayetteville State University (Fayetteville) – gegründet 1876, im UNC-Verband seit 1972
- North Carolina Agricultural and Technical State University (Greensboro) – gegründet 1891, im UNC-Verband seit 1972 (im Sport als „North Carolina A&T“ bekannt)
- North Carolina Central University (Durham) – gegründet 1909, im UNC-Verband seit 1972
- North Carolina School of the Arts (Winston-Salem) – gegründet 1963, im UNC-Verband seit 1972
- North Carolina State University (Raleigh) – gegründet 1887, im UNC-Verband seit 1932 (im Sport als „NC State“ bekannt)
- University of North Carolina at Asheville (Asheville) – gegründet 1927, im UNC-Verband seit 1969 (im Sport als „UNC Asheville“ bekannt)
- University of North Carolina at Charlotte (Charlotte) – gegründet 1946, im UNC-Verband seit 1965 (im Sport als „Charlotte“ bekannt)
- University of North Carolina at Greensboro (Greensboro) – gegründet 1891, im UNC-Verband seit 1932 (im Sport als „UNC Greensboro“ oder „UNCG“ bekannt)
- University of North Carolina at Pembroke (Pembroke) – gegründet 1887, im UNC-Verband seit 1972 (im Sport als „UNC Pembroke“ bekannt)
- University of North Carolina at Wilmington (Wilmington) – gegründet 1947, im UNC-Verband seit 1969 (im Sport als „UNCW“ oder „UNC Wilmington“ bekannt)
- Western Carolina University (Cullowhee) – gegründet 1889, im UNC-Verband seit 1972
- Winston-Salem State University (Winston-Salem) – gegründet 1892, im UNC-Verband seit 1972

Darüber hinaus ist eine sogenannte residential high school in Durham dem System angeschlossen:
- North Carolina School of Science and Mathematics (Durham) – 1980